# Ruines romaines de Famars
Les ruines romaines de Famars sont les ruines de Fanum Martis, vicus gallo-romain du Ier à la fin du IVe siècle, aujourd'hui situées sur le territoire de la commune de Famars, près de Valenciennes.
Le site est classé monument historique depuis 1840 (sur la première liste) et inscrit en 2007 pour les vestiges mis au jour récemment.

## Histoire et architecture
Les origines de la ville, construite autour d'un temple romain dédié à Mars, remontent au Ier siècle. Les fouilles récentes ont permis de montrer qu'à partir du IIe siècle, elle couvre une superficie de plus de 150 hectares. Elle dispose de thermes publics et d'un théâtre. Au IVe siècle, la ville est fortifiée après la destruction de Bavai, capitale des Nerviens. Elle est le siège d'un Préfet de la Belgique seconde  et accueille une garnison.
Les premières découvertes remontent au XVIIe siècle. Par la suite, les fouilles réalisées de 1823 à 1825 par Aubert Parent ont établi l'existence d'un palais au sein de la forteresse et mis au jour de nombreux vestiges (fragments de sculptures et bas-reliefs, instruments de bronze, médailles d'argent et de bronze, amphores et poteries…). Ils sont conservés au Musée des beaux-arts de Valenciennes. Une nouvelle campagne de fouille a été entreprise en 2012 à l'occasion des travaux d'aménagement du technopôle Transalley.